# Алексіс Стюарт
Алексіс Гілберт Стюарт (народилася 27 вересня 1965 року) — американська телеведуча та радіоведуча. Вона є єдиною дитиною Марти Стюарт та її колишнього чоловіка Ендрю. Вона була співведучою програм *Whatever with Alexis and Jennifer* на Sirius Satellite Radio та *Whatever with Alexis and Jennifer* на каналі Hallmark разом із співведучою Дженніфер Хатт.

## Особисте життя
Стюарт народилася в Мангеттені. Вона закінчила школу Патні, штат Вермонт, у 1983 році. У 1987 році отримала ступінь бакалавра з англійської мови в коледжі Барнард Колумбійського університету. Її мати, Марта Стюарт, також навчалася в Барнард.
У 1997 році Стюарт вийшла заміж за Джона Роберта Куті, юриста і колишнього гітариста гурту *The Inflatables*. Куті був одним із адвокатів під час судового процесу над Мартою Стюарт у справі про торгівлю акціями ImClone, працюючи разом із головним адвокатом Робертом Морвілло. Стюарт і Куті розійшлися ще до того, як Марту Стюарт звинуватили у червні 2003 року, але їхнє розлучення відбулося лише в середині 2004 року, після завершення судового процесу.
У Стюарт є донька Джуд (2011 р.н.) і син Трумен (2012 р.н.), обидва через сурогатне материнство. 

## Кар'єра
Раніше Стюарт разом з Алексіс і Дженніфер був співведучим шоу Whatever на супутниковому радіо Sirius, а з 13 вересня 2010 року також на телебаченні на каналі Hallmark. Стюарт і колишня радіопартнерка Дженніфер Хатт обговорили різні теми: від поп-культури до особистих стосунків. Шоу було названо «про те, що дві жінки думають, читають або чують».
Телепрограма Стюарт і Хатт *Whatever, Martha* вийшла на каналі Fine Living Network 16 вересня 2008 року. Другий сезон стартував 23 вересня 2009 року. У *Whatever, Martha* Стюарт і Хатт висміювали старі епізоди *Martha Stewart Living* і намагалися приготувати або створити один із проєктів Марти Стюарт, щоб перевірити, наскільки складно їх виконати. В одному з епізодів Марта з'являється в програмі і жартує над собою та своїми гостями.

Третій сезон серіалу «Що б то не було» з Алексіс і Дженніфер, який проходив як «Щось, ти не правий!» , прем’єра якого відбулася на каналі Hallmark 8 квітня 2011 року. Як би там не було, прем'єра Марти також відбулася на каналі Hallmark 8 квітня 2011 року. 7 червня 2011 року Стюарт опублікувала у своєму блозі Whatever, що її останнім днем у Whatever стане п’ятниця, 10 червня 
1. ↑  WHATEVERRADIO.COM.